# BAD APPLE (GLAYの曲)
「BAD APPLE｣ (バッド・アップル)は、GLAYの通算59作目のシングル。2021年8月18日にLSGから発売。

## 概要
CDシングルとしては「G4・2020」以来、およそ1年ぶりとなる。
「CD+DVD」と「CD Only」の2タイプが製作され、CDには新曲「BAD APPLE」のほか、3月10日にTBS『音楽の日』でも披露された「SHINING MAN」、そしてTAKUROプロデュースの配信ライブ「THE ENTERTAINMENT STRIKES BACK 魁☆照男達」より「Angelus」、HISASHIプロデュースの配信ライブ「THE ENTERTAINMENT STRIKES BACK RESONANCE vol.3」より「シューゲイザー」「妄想コレクター」の、ライブテイクを基にしたリミックス音源を含む、計5曲を収録。
DVDには「BAD APPLE」のミュージックビデオやそのメイキング、そしてGLAYメンバーによる「FREEDOM TALK」前篇、「日比谷音楽祭2021」のライブ映像より3曲を収録。
ジャケットのアートワークは、King Gnuの常田大希が主宰するクリエイティブチーム「PERIMETRON」が担当した。同チームはアルバム『FREEDOM ONLY』のジャケットも手掛けており、本作はそのストーリーのはじまりが表現されている、とのこと。
2021年11月2日には、本曲で2度目となる「THE FIRST TAKE」に出演。アレンジャーに前回と同じくTomi Yoを迎え演奏した。

## 記録
オリコン週間シングルチャート(2021年08月30日付)では、初週で18,487枚を記録し、週間4位を獲得。ダウンロード販売、サブスクリプション再生数を加味したオリコン週間合算シングルチャートでは、19,803ポイントを獲得し週間12位にランクインしている。
Billboard JAPAN週間チャート(2021年08月25日公開分)では、「Hot100」で2,428ポイントを記録し、週間31位を獲得。「Top Singles Sales」では18,779枚を記録し、週間3位を獲得。

## 収録曲

### CD(全タイプ共通)
1. BAD APPLE
TERUの提案により、Tomi Yoをアレンジャーに迎え制作された[12]。
2. SHINING MAN
ABEMA Prime 8月度エンディングテーマ[13]。
「BAD APPLE」とは打って変わってダンサブルな曲だが、TAKURO曰く「「Into the Wild」の延長で、いわゆるGLAYのサウンド趣向みたいなところからDJ Massくんと音の面白さを考えて曲を作った」とのこと[14]。また歌詞に関しては、本作リリースより2年前に「友人のミュージシャンから「オリンピアンを励ます曲を作りたい」という話をもらい、その子が歌う想定で作る過程で、自分なりにアスリートを応援する曲があってもいいかなと思って実験的に作り始めた」とのことで、そのときは自分なりの密かな応援歌だったが、感染者が増えている今の状況を考えるともう少しタイミングを待つ必要もあったのかとか考えるところはあった」ともいう[14]。
この曲もアルバムに入る予定であったが、全体を通して聴いてみた時にアルバム1枚としてはちょっと長過ぎるというのと、TAKUROが目指した「自分たちが10代の頃とかに聴いてきた音楽を、自分たちのフィルターを通して再構成していく」というアルバムの方向性、JIROの「激しい曲はそんなに必要ないんじゃないか？」という提案により、同アルバムではなく本作のカップリング曲として収録されたという[15]。
3. シューゲイザー(Gray Crow Mix)
藍井エイルに提供した曲のセルフカバー。
4. 妄想コレクター(HSMS Reconstruct Ver.)
5. Angelus(3Xdecade Boost Mix)
HISASHI曰く、音源が手元に無かったので、動画サイトで見つけたものを元にコード分析をした、とのこと。また、TAKUROからは「ツインギターのソロは必ず入れてほしい」と言われたという[7]。
また、リミックスはDJ Massによるもので、「(ライブ音源そのままだと)永井さんのドラムが生過ぎて混ざらないんじゃないか？ということで、当初7:3の比率だったドラムとMassくんの音とのバランスを変えて、「RESONANCE vol.3」の方向に寄せてもらうようにした」とのこと[7]。

### DVD
- BAD APPLE Music Video
- Making of BAD APPLE
- GLAY「FREEDOM TALK」前編
- 日比谷音楽祭2021

1. 誘惑
2. SOUL LOVE
3. 青春は残酷だ

## 収録アルバム
BAD APPLE
- FREEDOM ONLY
- DRIVE 2010〜2026 -GLAY complete BEST